# Phenax flavifolius
Phenax flavifolius är en nässelväxtart som beskrevs av Henry Hurd Rusby. Phenax flavifolius ingår i släktet Phenax och familjen nässelväxter. Inga underarter finns listade i Catalogue of Life.